# 2-й Рабфаковский переулок (Санкт-Петербург)
2-й Рабфа́ковский переулок — переулок в Невском районе Санкт-Петербурга. Проходит параллельно 1-му Рабфаковскому переулку до Запорожской улицы.

## История
2-й Рабфаковский переулок получил название 6 декабря 1976 года, «в память первых рабочих университетов (рабфаков), созданных в 1919 году».

## Достопримечательности
- школа № 527 (дом 1, корпус 4)
- отдел полиции № 32 (дом 4)
- детский сад (дом 9, корпус 2)
- детский сад (дом 12)